# Frédéric Forte (poète)
Pour les articles homonymes, voir Frédéric Forte et Forte.
Frédéric Forte est un poète français, né à Toulouse le 20 mars 1973.

## Biographie
Frédéric Forte est un temps disquaire avant de devenir libraire. Il écrit des poèmes à partir de 1999, encouragé par Jacques Jouet.
Ayant collaboré avec Ian Monk, il est coopté en 2005 à l’Oulipo.
En 2020, prenant la suite de Laure Limongi, il devient directeur du Master de Création Littéraire de l'Université et de l'école d'art du Havre.

## Œuvres

### Livres
- Discographie, Éditions de l’Attente, 2002 (2de édition, 2023).
- Banzuke, Éditions de l’Attente, 2002.
- N/S, Éditions de l’Attente, 2004 (avec Ian Monk).
- Opéras-minute, Théâtre typographique, 2005 (2de édition, 2017).
- Comment(s), Éditions de l’Attente, 2006.
- Une collecte, Théâtre Typographique, 2009.
- Re-, NOUS, 2012.
- 33 sonnets plats, Éditions de l’Attente, 2012.
- Dire ouf, P.O.L, 2016[note 1].
- Été 18, L'Usage, 2020.
- Nous allons perdre deux minutes de lumière, P.O.L, 2021  (ISBN 978-2818050491).
- De la pratique, Scènes et machines, ill. David Enon, Éditions de l’Attente, 2022.
- Transformation de la condition humaine dans toutes les branches de l’activité, P.O.L, 2023  (ISBN 978-2-8180-5836-7).

### Plaquettes
- Poèmes isolés, Les éditions du soir au matin, 2008.
- Toujours perdue la neuve entrée, contrat maint, 2009.
- Bristols, éditions Hapax, 2010 (2de édition : les mille univers, 2014).
- Brochette bouillir dans la soupe piquant, Ink, 2012.
- Poèmes isolés, Centre de Création pour l'Enfance, Collection Petit VA!, 2017.
- Système jiǎnpǔ – 7 mélodies pour Mauricio Kagel, contrat maint, 2017.
- Apparitions d'Anafi, Association PHENOMENON, 2019.

### Fascicules de la Bibliothèque Oulipienne
- Le voyage des rêves, La Bibliothèque Oulipienne no 139, 2005.
- Tubes chinois, La Bibliothèque Oulipienne no 144, 2006.
- Chronopoèmes, La Bibliothèque Oulipienne no 157, 2007 (avec Jacques Jouet et Jacques Roubaud).
- Petite morale élémentaire portative, La Bibliothèque Oulipienne no 167, 2008.
- 99 notes préparatoires aux 99 notes préparatoires, La Bibliothèque Oulipienne, no 187, 2010.
- Épistolaire antérieur, La Bibliothèque Oulipienne n°197, 2013.
- Rhumbs, La Bibliothèque Oulipienne no 223, 2015.
- Pentacles Mallarmé, La Bibliothèque Oulipienne n°227, 2017.
- Système jiǎnpǔ, La Bibliothèque Oulipienne n°236, 2019.
- Distiques jiǎnpǔ, La Bibliothèque Oulipienne n°237, 2019 (avec Jacques Jouet).

## Traductions
- Oskar Pastior, 21 poèmes-anagrammes d'après Hebel, 2008 (cotraduit avec Bénédicte Vilgrain).
- Michelle Noteboom, Hors-cage, Éditions de l’Attente, 2010.
- Guy Bennett, Poèmes évidents, Éditions de l’Attente, 2015 (co-traduit avec l'auteur).
- Guy Bennett, Ce livre, Éditions de l’Attente, 2017 (co-traduit avec l'auteur).
- Guy Bennett, Œuvres presque accomplies, Éditions de l’Attente, 2018 (co-traduit avec l'auteur).